# Fabulettes à lunettes
Albums de Anne Sylvestre
Fabulettes aux lumières Le Retour de la petite Josette
Fabulettes à lunettes est un album d'Anne Sylvestre paru en 2006. 

## Titres
Toutes les chansons sont écrites et composées par Anne Sylvestre.
| No  | Titre                               | Durée |
| --- | ----------------------------------- | ----- |
| 1.  | Un petit vélo sur le bout du nez    |       |
| 2.  | La petite bête                      |       |
| 3.  | Dis-moi grand-maman                 |       |
| 4.  | Des lunettes de toutes les couleurs |       |
| 5.  | Pourquoi portez-vous des lunettes   |       |
| 6.  | Petit hibou                         |       |
| 7.  | Célestine                           |       |
| 8.  | Les demi-lunes                      |       |
| 9.  | Louf c'est ouf                      |       |
| 10. | C'est une petite histoire           |       |
| 11. | Anatole vole vole                   |       |
| 12. | Qu'est-ce qui voyage                |       |
| 13. | Dans mon nuage                      |       |
| 14. | Sautez lunettes                     |       |